# Pierścień topologiczny
Pierścień topologiczny – pierścień {\displaystyle R,} w którym określona jest topologia o tej własności, że
dodawanie {\displaystyle (x,y)\mapsto x+y} jest ciągłe jako funkcja {\displaystyle R\times R\to R,}
mnożenie {\displaystyle (x,y)\mapsto x\cdot y} jest ciągłe jako funkcja {\displaystyle R\times R\to R,}
działanie {\displaystyle x\mapsto -x} jest ciągłe jako funkcja {\displaystyle R\to R.}
Z definicji pierścienia topologicznego wynika, że grupa addytywna pierścienia {\displaystyle (R,+)} jest grupą topologiczną. Jeżeli pierścień topologiczny jest ciałem oraz
działanie {\displaystyle x\mapsto x^{-1}} jest ciągłe jako funkcja {\displaystyle R^{\times }\to R^{\times },}
gdzie {\displaystyle R^{\times }=R\setminus \{0\}} jest zbiorem elementów odwracalnych, to używa się w odniesieniu do niego nazwy ciało topologiczne.

## Przykłady
Naturalnymi przykładami pierścieni topologicznych są pierścienie (ciała) liczb rzeczywistych, zespolonych czy p-adycznych (z topologiami wprowadzonymi przez ich naturalne metryki). Pierścienie topologiczne pojawiają się w naturalny sposób w analizie. Do klasycznych przykładów można zaliczyć:
- pierścień wszystkich rzeczywistych (bądź zespolonych) funkcji ograniczonych określonych na pewnym zbiorze {\displaystyle X} (z działaniami określonymi punktowo),
- pierścień {\displaystyle C_{0}(X)} wszystkich rzeczywistych funkcji ciągłych znikających w nieskończoności, określonych na przestrzeni lokalnie zwartej {\displaystyle X} z topologią zbieżności niemal jednostajnej,
- pierścień wszystkich funkcji analitycznych określonych na pewnym obszarze płaszczyzny zespolonej z topologią zbieżności niemal jednostajnej.

W szczególności, każda algebra topologiczna (a więc każda algebra Banacha) jest pierścieniem topologicznym.

## Własności
- Produkt dowolnej rodziny pierścieni topologicznych jest pierścieniem topologicznym (z topologią Tichonowa). Ogólniej: Niech {\displaystyle \{R_{i}\colon i\in I\}} będzie rodziną pierścieni topologicznych oraz niech {\displaystyle R} będzie dowolnym pierścieniem. Jeżeli {\displaystyle \{f_{i}\colon i\in I\}} jest taką rodziną funkcji, że dla każdego {\displaystyle i} funkcja {\displaystyle f_{i}} jest homomorfizmem {\displaystyle R_{i}\to R,} to pierścień {\displaystyle R} wyposażony w topologię wprowadzoną przez rodzinę przekształceń {\displaystyle \{f_{i}\colon i\in I\}} jest pierścieniem topologicznym.
- Składowa spójności {\displaystyle C} zera pierścienia topologicznego {\displaystyle R} jest domkniętym ideałem w {\displaystyle R} oraz zbiór {\displaystyle x+C} jest składową spójności elementu {\displaystyle x} tego pierścienia. Wynika z powyższego, że topologia pierścienia topologicznego, który nie ma właściwych domkniętych ideałów jest albo Hausdorffa i spójna albo Hausdorffa i totalnie niespójna albo antydyskretna. W szczególności, własność tę mają topologie pierścieni topologicznych z dzieleniem.
- W lokalnie zwartym i totalnie niespójnym pierścieniu topologicznym wszystkie zwarte i otwarte podpierścienie tworzą układ fundamentalny otoczeń zera.